# Ваеце
Недельная глава «Ваеце» (Вайейцей, Вайеце; ивр. וַיֵּצֵא‎ — «И вышел») — седьмая по счету глава Торы; одна из 54 недельных глав — отрывков, на которые разбит текст Пятикнижия (Хумаша); находится в его первой книге — «Книге Бытия» (евр. Берейшит). Своё название, как и все главы, получила по первым значимым словам текста (ваеце Яаков — «И вышел Яаков…»). В состав главы входят стихи (ивр., мн. ч. — псуким) с Быт. 28:10 по 32:3.

## Краткое содержание главы
Яаков покидает отчий дом в Бээр-Шеве и отправляется в Харан. В пути он останавливается на ночлег в неком «месте», где ему снится лестница, соединяющая небо и землю, по которой поднимаются и спускаются ангелы. Во сне Бог является ему и обещает, что земля, на которой он лежит, будет отдана его потомкам. На утро Яаков воздвигает камень, служивший ему изголовьем, как жертвенник и монумент, и обещает, что сделает его домом Божьим (сон Яакова описан в стихах 28:10-28:22).
В Харане Яаков останавливается у своего дяди Лавана, на которого работает пастухом. Лаван соглашается отдать свою дочь Рахель в жены Яакову за семь лет работы. Однако по истечении этого срока в брачную ночь вместо Рахели Лаван отправляет к Яакову свою старшую дочь Лею, и подлог обнаруживается лишь наутро. Спустя неделю Яаков женится и на Рахели, согласившись отработать на Лавана ещё семь лет (о приходе Яакова к Лавану читайте в стихах 29:1-29:30).
У Леи рождаются шестеро сыновей: Реувен, Шимон, Леви, Йеуда, Иссахар и Звулун, — а также дочь Дина. Рахель же остается бесплодной. Затем Рахель отдает свою служанку Бильгу Яакову в жены, и у той рождаются сыновья Дан и Нафтали. Лея делает то же самое со своей служанкой Зилпой, и неё рождаются Гад и Ашер. Вслед за тем находят отклик молитвы Рахели, и у неё рождается Йосеф (рождение детей Яакова описывается в стихах 29:31-30:24).
По истечении четырнадцати лет пребывания в Харане Яаков хочет вернуться домой, но Лаван уговаривает его остаться, обещая часть приплода в вознаграждение за работу. Несмотря на многочисленные попытки Лавана обмануть его, Яакову удается весьма разбогатеть. Шесть лет спустя Яаков тайком покидает Харан, но Лаван отправляется за ним в погоню и настигает его. Бог является Лавану во сне и предостерегает его не причинять Яакову никакого вреда. Лаван и Яаков заключают соглашение на холме Галь-Эд, после чего Яаков отправляется в Святую Землю, где его встречают ангелы (про уход Яакова от Лавана читайте в стихах 30:25-32:3)

## Дополнительные факты
Глава разделена на семь отрывков (на иврите — алиёт), которые прочитываются в каждый из дней недели, с тем, чтобы в течение недели прочесть всю главу
- В воскресенье читают псуким с 28:10 по 28:22
- В понедельник читают псуким с 29:1 по 29:17
- Во вторник читают псуким с 29:18 по 30:13
- В среду читают псуким с 30:14 по 30:27
- В четверг читают псуким с 30:28 по 31:16
- В пятницу читают псуким с 31:17 по 31:42
- В субботу читают псуким с 31:43 по 32:3

В понедельник и четверг во время утренней молитвы в синагогах публично читают отрывки из соответствующей недельной главы. Для главы «Ваеце» это псуким с 28:10 до 28:22
В субботу, после недельной главы читается дополнительный отрывок — гафтара. В ашкеназских общинах читается отрывок из книги пророка Ошеа (псуким 12:13-14:10).
В сефардских общинах в качестве афтары также читается отрывок из книги пророка Ошеа, но псуким 11:7-12:12.